# Michie Tomizawa
Michie Tomizawa (富沢 美智恵; Nagano, 20 ottobre 1961) è un'attrice, doppiatrice e cantante giapponese.
È particolarmente conosciuta per i ruoli di Rei Hino/Sailor Mars in Sailor Moon, di Sumire Kanzaki in Sakura Wars e di Emi Ogasawara in Mikami Agenzia Acchiappafantasmi. Ha fatto parte del gruppo canoro delle Peach Hips, composto dalle cinque doppiatrici dell'anime storico di Sailor Moon, e ha inoltre cantato ai concerti delle doppiatrici di Sakura Wars.
In Pretty Guardian Sailor Moon Crystal non ricopre più il ruolo di Rei Hino/Sailor Mars venendo sostituita da Rina Satō.

## Ruoli importanti
- Roberta in Black Lagoon
- Sailor Mars in Sailor Moon
- Sumire Kanzaki in Sakura Wars
- C-Ko in Project A-ko
- Sakai in One Pound Gospel
- Emi Ogasawara in Mikami Agenzia Acchiappafantasmi
- Linna Yamazaki in Bubblegum Crisis e Bubblegum Crash
- Ume Matsuzaka in Shin Chan
- Doris in Vampire Hunter D
- Ebichu's Owner in Ebichu
- Marjoly in Rhapsody: A Musical Adventure
- Manami Kasuga in Capricciosa Orange Road
- Airi Komiyama in Those Who Hunt Elves
- Bibinba in Kinnikuman: Scramble for the Throne
- Jeanne Francaix in The Super Dimension Cavalry Southern Cross
- Elfriede von Kohlrausch in Legend of the Galactic Heroes
- School nurse in Yu-Gi-Oh!
- Laki in One Piece
- Chikage Kuroba in Magic Kaito 1412
- Hazuki Shina in Hikari no densetsu
- Shukuno kototaru  in Samurai: Hunt for the Sword

### Videogiochi
- Uranus in Battle Arena Toshinden 2 e Toshinden 4
- Nippon Ichi in Disgaea: Hour of Darkness
- Rachel in Ninja Gaiden, Ninja Gaiden 2, Warriors Orochi 3, Dead or Alive 5 Ultimate e Dead or Alive 6
- Laki in One Piece: Grand Battle 3
- Ashe in Rapid Reload
- Vira-Lorr in Record of Agarest War
- Marjoly in Rhapsody: A Musical Adventure, Rhapsody II: Ballad of the Little Princess e Rhapsody III: Memories of Marl Kingdom
- Sumire Kanzaki in Sakura Wars, Sakura Wars 2: Thou Shalt Not Die, Sakura Wars 3: Is Paris Burning, Sakura Wars 4: Fall in Love, Maidens, Sakura Wars: In Hot Blood, Langrisser Mobile e Sakura Wars (videogioco 2019)
- Jenna Angel in Shin Megami Tensei: Digital Devil Saga e Shin Megami Tensei: Digital Devil Saga 2
- El Fino in Super Robot Wars Alpha
- Edel Bernal in Super Robot Wars Z
- Metalia in Thousand Arms
- Elena Stoddart in Ys III: Wanderers from Ys

### Ruoli di doppiaggio
- Kaitouranma